# إيفان توميتش
إيفان توميتش (بالصربية: Иван Томић)‏ هو لاعب كرة قدم ومدرب كرة قدم صربي في مركز الوسط، ولد في 5 يناير 1976 في بلغراد في صربيا. شارك مع منتخب صربيا تحت 21 سنة لكرة القدم ومنتخب صربيا والجبل الأسود لكرة القدم. أما مع النوادي، فقد لعب مع ديبورتيفو ألافيس ورايو فايكانو ونادي بارتيزان ونادي روما.

## وصلات خارجية
- إيفان توميتش على موقع قاعدة بيانات كرة القدم.إي يو (الإنجليزية)
- إيفان توميتش على موقع ناشيونال فوتبول تيمز (الإنجليزية)
- إيفان توميتش على موقع عالم كرة القدم.نت (الإنجليزية)